# Équation de Cambridge
Pour les articles homonymes, voir Cambridge (homonymie).
L'équation de Cambridge est une équation de la science économique qui propose une approche alternative à la théorie quantitative de la monnaie. Elle cherche à expliquer la relation entre la quantité de biens produits, le niveau des prix et la masse monétaire. 

## Histoire
La science économique est dominée, au début du XXe siècle, par la pensée marginaliste et néoclassique. Elle met l'accent sur l'importance de l'offre dans l'économie. Irving Fisher propose une théorie du lien entre l'offre de monnaie, le niveau des prix et le niveau de la production des biens, qui est la théorie quantitative de la monnaie.
Les économistes associés à l'université de Cambridge, comme Alfred Marshall et A. C. Pigou, toutefois, remettent en question cette théorie. Ils considèrent que la demande de monnaie joue un rôle majeur dans la détermination du niveau des prix, que la théorie quantitative évacue. Plusieurs de ces économistes, dont le jeune John Maynard Keynes, souhaitent remettre au centre de l'économie la question de la demande. Certains vont soutenir  que Fisher a oublié qu'une partie de l'offre de monnaie n'est pas utilisée pour réaliser des transactions, mais qu'elle est détenue pour elle-même (parce qu'elle procure des avantages, tels que sécurité, ou selon Marshall, parce qu'il y a une non-synchronisation entre la perception des recettes et celle des dépenses),. 
L'équation de Cambridge est d'abord parue en 1917 dans l'article de Pigou Value of Money. Keynes a contribué à cette théorie avec son Tract on Monetary Reform de 1923.

## Concept
L'équation de Cambridge propose une alternative à la théorie quantitative de la monnaie car elle se concentre sur la variable de la demande de monnaie plutôt que sur celle de l'offre de monnaie, c'est-à-dire la masse monétaire. Cette dernière est postulée comme exogène.
La théorie quantitative de la monnaie considère que l'argent se déplace à vitesse fixe et n'est qu'un moyen d'échange. L'approche cambridgienne soutient que la monnaie est également une réserve de valeur, qu'elle peut être désirée pour elle-même, et dont la circulation ou non dépend en partie du désir des agents économiques de détenir de la liquidité.
Cette fraction de liquidité est généralement représentée sous la forme {\displaystyle k}, une partie des revenus nominaux (égal au produit du niveau des prix et du revenu réel, {\displaystyle P\cdot Y}). Les économistes de Cambridge ont également pensé que la richesse aurait un rôle à jouer, mais la richesse est souvent omise dans cette équation pour des raisons de simplicité. 
L'équation de Cambridge est donc :
{\displaystyle M^{\textit {d}}={\textit {k}}\cdot P\cdot Y}
En supposant que l'économie est en équilibre ({\displaystyle M^{\textit {d}}=M}), {\displaystyle Y} est exogène, et {\displaystyle k} est fixe dans le court terme, l'équation de Cambridge est équivalente à l'équation des échanges[De quoi ?] avec une vitesse de circulation de la monnaie égale à l'inverse de {\displaystyle k} :
{\displaystyle M\cdot {\frac {1}{k}}=P\cdot Y}

## Critiques
L'équation de Cambridge a été critiquée par la théorie monétariste[En quoi ?].
Dans sa Théorie Générale de l'Emploi, de l'Intérêt et de la monnaie, Keynes a élargi ce concept pour développer l'idée de la préférence pour la liquidité, un concept keynésien central.